# 門地かおり
門地 かおり（もんち かおり、12月25日 - ）は、日本の漫画家、イラストレーター。神奈川県出身。

## 概要
- 1995年12月に初の単行本「可愛いだけじゃだめかしら」が発売される。

## 作品リスト

### コミックス
- 可愛いだけじゃだめかしら
- 告白の言葉のない国
- 恋姫
- 言葉ノ魔術
- ジャジャ馬ならし
- いまどきの思春期
- 好き式友情術
- デジャブ。
- 花のある生活
- メロメロのしくみ
- わがままキッチン
- 生徒会長に忠告
- 第二ボタン下さい

### 小説挿絵
- Lesson XX （文：おおなぎえい）
- サミア （文：須和雪里）
- まるで、灼熱のキス。―Boxer the Molester （文：鬼塚ツヤコ）
- ご主人様と犬 （文：鬼塚ツヤコ）
- Boxer the Molesterいっそ、熱病のキス。 （文：鬼塚ツヤコ）
- 天使とデート （文：鬼塚ツヤコ）
- 嫌な男～Prisoner of Love～ （文：四谷シモーヌ）
- プリンスは悪魔の前に跪くか? （文：四谷シモーヌ）
- 落花の雪に踏み迷う （文：久我有加）
- 黄色いダイアモンド （文：木原音瀬）
- それが愛なのさ （文：夜光花）
- おきざりの天使 （文：夜光花）
- ふしだらな密室 （文：ななおあきら）
- いけにえの華族 （文：バーバラ片桐）
- たとえこの恋が罪であっても （文：いとう由貴）
- 愛してるっていわない （文：渡海奈穂）
- 恋し桜は夜に咲く （文：日生水貴）
- ピジョン・ブラッド （文：吉田珠姫）
- 可愛い下僕の育て方 （文：雪代鞠絵）
- 薔薇色の禁忌 （文：牧山とも）
- honey （文：雪代鞠絵）
- 皇帝は白百合を奪う （文：加納邑）
- リアリティは超A級 （文：水無月さらら）
- 優しいプライド （文：砂原糖子）
- 金曜日はblue （文：五百香ノエル）

## その他
- 百合姫Wildrose - 第1巻カバーイラスト